# Tuna Altınel
Ahmet Tuna Altınel (Estambul, Turquía, 12 de febrero de 1966) es un matemático turco, profesor en la Universidad Claude Bernard-Lyon I desde 1996. Es especialista en teoría de grupos y lógica matemática. Junto con Alexandre Borovik y Gregory Cherlin, demostró uno de los casos principales de la conjetura de Cherlin-Zilber.
En el ámbito político, Altınel es activo en el movimiento Académicos por la Paz, que apoya una resolución pacífica del conflicto turco-kurdo y defiende los derechos humanos de la población civil. Acusado por las autoridades turcas de «pertenencia a una organización terrorista», Altınel fue encarcelado el 11 de mayo de 2019 en la cárcel de Kepsut, en Turquía.

## Formación y carrera
Tras completar los estudios de grado en matemáticas y ciencias de la computación en la Universidad del Bósforo, en Estambul, Altınel obtuvo su doctorado en la Universidad Rutgers (Nueva Jersey, Estados Unidos) bajo la dirección de Gregory Cherlin. En 1996, se incorporó al Departamento de Matemáticas de la Universidad Claude Bernard-Lyon I como maître de conférences, y completó la habilitación francesa en 2001.
Altınel ha escrito 26 artículos matemáticos, principalmente sobre grupos en teoría de modelos, en particular sobre grupos con rango de Morley finito y sobre la conjetura de algebraicidad de Cherlin-Zilber, que trata la estructura de los grupos simples con rango de Morley finito. Es coautor junto a Alexandre Borovik y Gregory Cherlin de un libro en el que demuestran la conjetura en el caso de 2-rango infinito, tras el desarrollo de un cuerpo de teoría análoga a ciertos aspectos de la teoría de grupos simples finitos.
Entre sus alumnos de doctorado estuvo Éric Jaligot, ganador del Premio Sacks en 2000, un premio entregado anualmente para premiar tesis doctorales destacadas en lógica matemática (la tesis estuvo dirigida conjuntamente por Altınel y Bruno Poizat). Es activo en el campo de la cooperación científica con Turquía. En particular, fue uno de los organizadores de una conferencia internacional de matemáticas en Estambul en 2016 en honor de Alexandre Borovik y Ali Nesin (ganador del Premio Leelavati en 2018).

## Actividades políticas
Altınel ha sido un defensor activo de la resolución pacífica del conflicto turco-kurdo y de los derechos humanos y las libertades civiles en Turquía.
Respecto al conflicto kurdo en el sudeste de Turquía, fue uno de los 116 académicos que en 2003 firmaron una carta en apoyo de una resolución pacífica del conflicto, estuvo en el primer grupo de firmantes de una petición de paz similar en enero de 2016 que reunió 1128 firmas en el momento de su publicación bajo el título «No seremos parte de este crimen», entre los 132 intelectuales que pidieron atención para los heridos en el conflicto en Cizre, y entre los 170 académicos que firmaron una carta en 2018 en contra de la intervención en Afrin. El 21 de febrero de 2019, actuó como traductor de un antiguo miembro del parlamento del Partido Democrático de los Pueblos en un acto público en Lyon, Francia, en el que se mostró un documental sobre las masacres de Cizre, seguido por un debate.
Con la reactivación del conflicto en agosto de 2015 tras un periodo de relativa calma, Altınel se dirigió a la comunidad afecta y comenzó a visitar las zonas involucradas en septiembre de 2015. Narró estas actividades en su posterior juicio en 2019.
Tras los juicios de los firmantes de la petició de enero de 2016 y la amplia ola de represión que siguió al intento de golpe de Estado en julio de 2016, la cuestión de la libertad académica y la libertad de expresión ganó mayor protagonismo. Las acciones de Altınel en esta dirección incluyen
- una petición respondiendo al suicidio de Mehmet Fatih Traş, un académico despedido por su participación en la petición de paz (febrero de 2017).[19][20][21]
- denuncia del papel del consejo de investigación turco TÜBİTAK en el estado de emergencia tras el intento de golpe de Estado en 2016 (abril de 2017); el Comité Científico del CNRS votó por unanimidad recomendar al CNRS reconsiderar sus acuerdos de colaboración con el TÜBİTAK (24-25 de abril de 2017).[22][23]
- publicación de un artículo de revisión sobre los juicios de los Académicos por la Paz titulado «Les procès contre les Universitaires pour la paix: extraits d’une comédie politico-juridique» (Los juicios contra los Académicos por la Paz: extractos de una comedia político-jurídica)".[24]
- petición en apoyo del Académico por la Paz Füsün Üstel.

Estas actividades llevaron a dos juicios separados contra Altınel en Turquía, el segundo de los cuales estuvo justificado por sus publicaciones en redes sociales.

### Petición de enero de 2016 y Académicos por la Paz
Altınel fue uno de los primeros firmantes de la petición de paz titulada «No seremos parte de este crimen», promulgada por Académicos por la Paz el 11 de enero de 2016.
Al día siguiente, el presidente Erdoğan criticó públicamente a los firmantes, y pocos días después 27 de ellos habían sido detenidos. Al mismo tiempo, la reacción extranjera estuvo fuertemente a favor de los firmantes.
La petición de paz reunió finalmente 2212 firmas de académicos, mayoritariamente en Turquía. Altınel fue uno de los más de 750 firmantes del primer grupo de 1128 que han sido juzgados o condenados por ello bajo la ley antiterrorismo turca en junio de 2019, acusados de «propaganda a favor de una organización terrorista». Desde 2016, Altınel ha sido un importante y activo defensor tanto del contenido de la petición como de los derechos civiles de sus firmantes.
En la segunda vista de su caso, el 28 de febrero de 2019, en la 29.ª Corte Criminal Central del Juzgado de Çağlayan, en Estambul, Altınel declaró que había ayudado a las víctimas civiles de las operaciones militares que tuvieron lugar en los pueblos situados bajo el toque de queda militar:
```

```

Since September 2015, I have traveled several times to a number of provinces, including some of those mentioned in the Peace Petition which I signed. ... I carried bag upon bag of provisions to help the victims of destruction and forced migration, I spoke with those who had lost their homes and relatives. I did all of this on my own initiative, and my principle was as follows: If every Turkish citizen will do what I do, we will come closer to peace. You can find the traces of my efforts where I sojourned in the towns of Sur, Nusaybin, Cizre, Hakkari, and Yüksekova. The Prosecutor may use this as evidence against me. ... I did not simply sign the Peace Petition. I thought about it, felt it, lived it. I wrote that text. I stand behind every sentence.
Desde septiembre de 2015, he viajado varias veces a numerosas provincias, incluyendo algunas de las mencionadas en la Petición de Paz que firmé. ... Llevé sacos y sacos de provisiones para ayudar a las víctimas de la destrucción y la migración forzada, hablé con aquellos que habían perdido sus casas y familiares. Hice todo esto por mi propia iniciativa, y mis principios fueron los que siguen: Si todos los ciudadanos turcos hacen lo que yo hago, estaremos más cerca de la paz. Pueden encontrar las rastros de mis esfuerzos en mis estancias en las ciudades de Sur, Nísibis, Cizre, Hakkari y Yüksekova. El Fiscal puede usar esto como prueba contra mí. ... No firmé sin más la Petición de Paz. Pensé sobre ella, la sentí, la viví. Escribí ese texto. Estoy detrás de cada frase.
Tuna Altınel

### Cargos en 2019 y encarcelamiento
El 12 de abril de 2019, a su llegada para una visita a Turquía, las autoridades turcas confiscaron el pasaporte de Altınel en el aeropuerto. El 10 de mayo solicitó un nuevo pasaporte en la prefectura de Balıkesir y fue puesto bajo custodia para su interrogatorio y fue puesto en prisión preventiva al día siguiente. Más tarde se reveló que se habían presentado nuevos cargos contra él el 30 de abril de 2019 en la oficina del fiscal general en Balıkesir.
Los nuevos cargos eran por «pertenencia a organización terrorista», basada en su participación el 21 de febrero de 2019 en un acto público en Villeurbanne, cerca de Lyon, Francia. El acto fue organizado por una sociedad kurda local. Se proyectó un documental sobre la masacre de Cizre y se organizó un debate con un antiguo miembro del parlamento turco en el exilio, Faysal Sarıyıldız. En el acto, Altınel actuó como traductor del político.
El 8 de mayo, Füsun Üstel fue encarcelado y condenado a 15 meses de cárcel por firmar la petición de paz en enero de 2016. Altınel fue detenido el 11 de mayo. Tras fijar la primera vista por sus nuevos cargos para el 30 de julio de 2019, fue puesto en libertad provisional.
A finales de julio de 2019, el Tribunal Constitucional de Turquía resolvió que se había violado la libertad de expresión de los Académicos por la paz bajo las acusaciones de «propaganda terrorista». A lo largo de septiembre de 2019, 17 cortes penales absolvieron a 171 Académicos por la Paz incluyendo a Altınel, que fue absuelto el 16 de septiembre de 2019 por su participación en el colectivo.
Respecto a su segundo juicio, el 16 de noviembre de 2019 los cargos de los que estaba acusado pasaron de «participación en un grupo terrorista» a «propaganda terrorista». El 24 de enero de 2020 fue absuelto de todos los cargos. El 21 de febrero de 2020 el fiscal planteó un recurso a la decisión que fue rechazado el 6 de julio de 2020, haciendo la sentencia definitiva.
El 24 de agosto de 2020, el abogado de Altınel envió una solicitud a la prefectura de Balıkesir para que el académico recuperara su pasaporte, confiscado desde abril de 2019. Las autoridades rechazaron la solicitud el 28 de septiembre de 2020, provocando el rechazo del rector de la Universidad de Lyon I.

### Reacciones

#### Apariciones en prensa
El arresto de Altınel el 11 de mayo fue ampliamente cubierto por la prensa, especialmente en Francia y Turquía.
Algunas de las primeras informaciones sobre la detención, que citaban a fuentes como los abogados de Altınel o Académicos por la Paz, ponían el caso en el contexto de los juicios de los Académicos por la Paz y de la conference celebrada en Lyon. Otras noticias, publicadas originalmente en İhlas Haber Ajansı y que aparecieron en medios como Habertürk describieron el caso como la captura de un terrorista buscado. Uno de esos informes afirmaba que una operación antiterrorista había capturado a cinco miembros del Movimiento de Gülen y el Partido de los Trabajadores de Kurdistán, citando a Altınel como uno de los cinco.
El primer artículo en Francia, en Mediapart, apareció el mismo día y fue seguido rápidamente por artículos en Le Progrès, Le Monde, 20 minutes, Lyon Capitale, Lyon Mag, Le Figaro Étudiant, Le Figaro, Le Canard enchaîné, Libération y L'Humanité. Altınel fue nombrado «Hombre del día» en L'Humanité el 16 de mayo de 2019. Euronews informó del caso el 30 de mayo de 2019.

#### Reacciones oficiales
Al poco tiempo de la retirada del pasaporte de Altınel, el 23 de abril de 2019, la Société de Mathématiques Appliquées et Industrielles y la Société Mathématique de France escribieron una carta conjunta al presidente de Francia Emmanuel Macron para pedir su intervención.
El 11 de mayo, día de la detención de Altınel, el cónsul general turco en Lyon, Mehmet Özgür Çakar, afirmó que «Tuna Altınel organizó y moderó un acto en Lyon consistente enteramente en propaganda a favor del PKK... Es posible que esto tuviera un efecto negativo en su situación». El cónsul también remarcó que el PKK estaba clasificado como grupo terrorista por Turquía, Estados Unidos y la Unión Europea. El Ministerio de Europa y Asuntos Exteriores de Francia mostró su «inquietud» el 13 de mayo de 2019. Un comité de apoyo formado en Lyon creó una página web para documentar la evolución del asunto, y el 23 de mayo el comité lanzó una petición a favor de la liberación de Altınel con más de 6000 firmantes solo un mes después, principalmente académicos, junto con unos 60 miembros del Parlamento francés.
Sociedades profesiones de numerosos países, incluyendo sociedades matemáticas de Estados Unidos, Francia, Reino Unido, Alemania, Austria, Italia y Bélgica, así como la European Mathematical Society, la Association for Symbolic Logic y el Committee of Concerned Scientists han realizado declaraciones públicas en apoyo de Altınel.

#### Parlamento francés
El 11 de junio de 2019, el matemático y político francés Cédric Villani (La República en Marcha), diputado por la quinta circunscripción de Essonne y ganador de la Medalla Fields, colega de profesión y defensor de Altınel, preguntó por el tema durante una sesión del Parlamento al Ministro de Europa y Asuntos Exteriores Jean-Yves Le Drian, que afirmó que el gobierno estaba comprometido a hacer «todo lo que estuviera en su poder» a favor de su liberación, especialmente durante su visita a Turquía el 13 de junio para reunirse con su homólogo turco.